# Bornholt
Bornholt est une commune allemande du Schleswig-Holstein, située dans l'arrondissement de Rendsburg-Eckernförde (Kreis Rendsburg-Eckernförde), à 19 kilomètres au sud-est de la ville de Heide, le long du canal de Kiel. Bornholt est l'une des 30 communes de l'Amt Mittelholstein (« Moyen-Holstein ») dont le siège est à Hohenwestedt.